# Bill Phillips
William Warren Phillips, más conocido como Bill Phillips (nacido el 18 de marzo de 1979 en Niza, Francia) es un exjugador de baloncesto franco-estadounidense. Con 2.08 metros de estatura, jugaba en la posición de pívot. Actualmente es asistente en la Universidad James Madison.

## Trayectoria
- College of William and Mary (1997-1998)
- Universidad de Saint Joseph's (1999-2002)
- Maroussi BC (2002-2003)
- Saski Baskonia (2002-2003)
- CB Granada (2002-2003)
- Paris Basket Racing (2003-2005)
- Basket Livorno (2005-2006)
- Lleida Bàsquet (2006-2007)
- Giessen 46ers (2007-2008)
- CB Breogan (2008-2009)
- Pistoia Basket (2009)